# Joaquín Sanz Gadea
Joaquín Sanz Gadea   (Terol, 30 de juny de 1930 - Madrid, 25 de maig de 2019) va ser un metge aragonès.

## Biografia
Nascut el 30 de juny de 1930 a la ciutat aragonesa de Terol. Interessat de ben petit en la medicina l'estudià a la Universitat de Salamanca, esdevenint posteriorment especialista en Ginecologia i Obstetrícia, així com en cirurgia general.
El 1961 fou seleccionat per l'Organització Mundial de la Salut (OMS) com a director mèdic de l'"Operació Congo" patrocinada per les Nacions Unides. En la seva estada al Congo Belga va esdevenir director de l'hospital de Buta a la província oriental del país; cirujià de l'Hospital General de Stanleyville, actual Kisangani; director de la leproseria de Maleke; metge de diverses presons; i director de diversos orfanats.
El 1970 decidí abandonà el projecte de les Nacions Unides, fundant el seu propi hospital Clínica Quirúrgica Sainte Thérèse a Kisangani, esdevenint el primer director però actualment dirigida per metges congolenys, mentre ell es reserva la direcció de l'orfanat.
El 1974 fou nomenat, per la Direcció General de Sanitat del Govern espanyol, cap de sanitat de l'antiga colònia del Sàhara Occidental fins a la seva cessió al Marroc el 14 de novembre de 1975. En aquell moment retornà a Espanya, abandonant-lo novament el 1980 per traslladar-se novament a l'Àfrica per continuar treballant pels més desafavorits.
L'any 1998 fou guardonat amb el Premi Príncep d'Astúries de la Concòrdia juntament amb Nicolás Castellanos, Vicenç Ferrer i Muhammad Yunus.